# Andrzej Młynarczyk
Andrzej Młynarczyk (* 1973) ist ein ehemaliger polnischer Skispringer.

## Werdegang
Młynarczyk gab sein internationales Debüt zur Saison 1991/92 im Skisprung-Continental-Cup. In seiner ersten Saison erreichte er dabei mit 15 Punkten Rang 46 der Gesamtwertung. Zum Saisonende gab Młynarczyk in Planica beim Teamspringen sein Debüt im Skisprung-Weltcup. Mit der Mannschaft landete er auf Rang 13.
Fünf Jahre nach seinem Debüt kam Młynarczyk zur Saison 1997/98 zurück in den Continental Cup. Nach anfänglich guten Ergebnissen kam er im Dezember 1997 in Engelberg auch zurück in den Weltcup-Kader. Dabei verpasste er jedoch in diesem wie auch den folgenden Weltcups die Punkteränge. Im Continental Cup erreichte er mit 75 Punkten Rang 123 der Gesamtwertung.
Auch im folgenden Jahr startete Młynarczyk erneut in der B-Serie. Jedoch schaffte er erneut nicht den Durchbruch. Lediglich beim Team-Weltcup im Januar 1999 in Willingen gehörte er zur polnischen A-Mannschaft und erreichte den achten Rang. Daraufhin startete er im Februar in Harrachov erneut bei einem Einzelweltcup, blieb aber als 61. erneut hinter den Erwartungen.
Nachdem Młynarczyk auch in der Saison 1999/00 keine größeren Erfolge im Continental Cup erreicht hatte und auch im Weltcup in Zakopane ohne Punkteerfolg geblieben war, beendete er nach der Saison seine aktive Skisprungkarriere.

## Erfolge

### Continental-Cup-Platzierungen
| Saison  | Platz | Punkte |
| ------- | ----- | ------ |
| 1991/92 | 046.  | 015    |
| 1997/98 | 123.  | 075    |
| 1998/99 | 112.  | 107    |
| 1999/00 | 188.  | 025    |